# Onorificenze bulgare
Elenco delle onorificenze e degli ordini di merito e cavallereschi distribuiti dalla Bulgaria.
Con la caduta del regime monarchico la concessione di medaglie ed onorificenze appartenenti al periodo regio è cessata.

## Regno di Bulgaria

### Ordini cavallereschi
| nastro | Onorificenza                        |
| ------ | ----------------------------------- |
|        | Ordine dei Santi Cirillo e Metodio  |
|        | Ordine militare al Coraggio         |
|        | Ordine di Sant'Alessandro           |
|        | Ordine nazionale al merito civile   |
|        | Ordine nazionale al merito militare |

### Medaglie commamorative e di benemerenza
| nastro | Onorificenza                                                            |
| ------ | ----------------------------------------------------------------------- |
|        | Decorazione per l'elezione di Alessandro I                              |
|        | Medaglia per la liberazione della Bulgaria (1877-1878)                  |
|        | Medaglia per la guerra serbo-bulgara del 1885                           |
|        | Decorazione per l'elezione di Ferdinando I                              |
|        | Medaglia per il completamento della ferrovia Yambol-Burgas              |
|        | Medaglia del Salvataggio                                                |
|        | Medaglia al merito del re Ferdinando I                                  |
|        | Medaglia al merito                                                      |
|        | Medaglia per la guerra dei Balcani del 1912-1913                        |
|        | Medaglia commemorativa della guerra del 1915-1918                       |
|        | Medaglia commemorativa della guerra del 1915-1918 (per non combattenti) |
|        | Medaglia per servizio di guerra della Croce Rossa bulgara               |
|        | Croce della proclamazione del regno                                     |
|        | Croce per 10 anni di servizio militare                                  |
|        | Croce per 20 anni di servizio militare                                  |
|        | Medaglia per il matrimonio di Ferdinando e Maria Luisa                  |
|        | Medaglia per il 25º anniversario dell'insurrezione dell'aprile del 1876 |

## Repubblica Popolare di Bulgaria

### Ordini cavallereschi
| nastro | Onorificenza                                 |
| ------ | -------------------------------------------- |
|        | Eroe della Repubblica Popolare di Bulgaria   |
|        | Eroe del Lavoro Socialista                   |
|        | Medaglia per la madre dell'eroe              |
|        | Ordine di Georgi Dimitrov                    |
|        | Ordine della Repubblica Popolare di Bulgaria |
|        | Ordine della Rosa                            |
|        | Ordine del cavaliere di Madara               |
|        | Ordine al coraggio                           |
|        | Ordine della Bandiera rossa                  |
|        | Ordine della Bandiera Rossa del Lavoro       |
|        | Ordine al merito civile                      |
|        | Ordine al merito militare                    |
|        | Ordine della Libertà dei Popoli              |
|        | Ordine del 4 settembre 1944                  |
|        | Ordine del Lavoro                            |
|        | Ordine delle 13 centurie di Bulgaria         |
|        | Ordine della Stara Planina                   |
|        | Ordine alla Gloria del Lavoro                |
|        | Ordine dei Santi Cirillo e Metodio           |
|        | Ordine alla gloria delle madri               |

## Repubblica di Bulgaria

### Ordini cavallereschi
| nastro | Onorificenza                       |
| ------ | ---------------------------------- |
|        | Ordine dei Monti Balcani           |
|        | Ordine dei Santi Cirillo e Metodio |
|        | Ordine del Cavaliere di Madara     |
|        | Ordine Merito Civile               |
|        | Ordine al Merito Militare          |
|        | Ordine d'Onore                     |